# Gallium(I)-selenid
Gallium(I)-selenid (Ga2Se) ist eine anorganische chemische Verbindung des Galliums aus der Gruppe der Selenide. Es handelt sich hierbei um einen schwarzen Feststoff.
Es kann durch Reaktion von Gallium mit Selen bei hohen Temperaturen gewonnen werden.
Gallium(I)-selenid ist ein Halbleiter und besitzt eine Schichtstruktur.